# Dai Qing
Dai Qing (nata Fu Xiaoqing, cinese:傅小庆; Chongqing, 24 agosto 1942) è una scrittrice, giornalista e attivista ambientale cinese, figlia di un eroe comunista, adottata dal ministro della Difesa di Mao Tse-tung, ex soldato e patriota, diventata dissidente lasciando il Partito Comunista Cinese nel 1989 dopo lo spargimento di sangue delle proteste e del massacro di piazza Tiananmen e le proteste per la diga delle Tre Gole. In seguito è stata incarcerata per dieci mesi nella prigione di massima sicurezza di Qingcheng.
Ha scritto molti libri e articoli adottando lo pseudonimo di Dai Qing (cinese:戴晴), con cui è diventata nota.

## Biografia
Fu Xiaoqing è nata il 24 agosto 1941 a Chongqing, nel Sichuan. Suo padre era Fu Daqing, un attivista del Jiangxi che aveva studiato russo a Mosca e partecipato alle ribellioni armate di Nanchang e Guangzhou; sua madre, Feng Dazhang (nota anche come Yang Jie), aveva buoni legami familiari e si era formata come ingegnere petrolifero in Giappone. Entrambi erano attivisti del Partito Comunista Cinese (PCC) e avevano iniziato a lavorare nell'intelligence per il PCC dopo l'invasione giapponese della Cina nel 1937.  Hanno avuto altri due figli dopo Xiaoqing. Nel 1944 o 1945, le forze di occupazione giapponesi arrestarono Daqing e lo giustiziarono.  Anche Feng venne arrestata, ma alla fine rilasciata.
Dopo la fine della seconda guerra mondiale, Xiaoqing e sua madre si trasferirono a Pechino. Xiaoqing fu successivamente adottata dal leader rivoluzionario e politico Ye Jianying, un amico di suo padre, e fu cresciuta come parte della sua famiglia. Xiaoqing iniziò la scuola usando il nome Fu Ning. La sua scuola media forniva agli studenti una forte educazione umanistica, e Fu leggeva molto da bambina, acquisendo familiarità con la letteratura classica russa e dell'Europa occidentale prima di scoprire autori americani da giovane adulta. Sua madre nel frattempo si risposò.
Dal 1960 al 1966, Fu studiò i sistemi di guida missilistica automatica presso l'Harbin Institute of Military Engineering. Mentre era studentessa, divenne anche un membro formale del PCC.

## Carriera

### Tecnico e spia
Dopo la laurea nel 1966, per un breve periodo Fu venne impiegata presso un istituto di ricerca del Ministero dell'Industria dei Macchinari Numero Sette, lavorando su giroscopi per sistemi di guida di missili balistici intercontinentali. Quando quell'anno iniziò la Rivoluzione Culturale, Fu si unì alle Guardie Rosse, ma presto iniziò a sentirsi disillusa dai leader politici del movimento. Sebbene non avesse ancora raggiunto l'età politicamente obbligatoria per il matrimonio, Fu sposò Wang Dejia, un ricercatore modello che aveva incontrato presso l'istituto di ricerca del Ministero.  La coppia ebbe presto una figlia.
Dal 1968 al 1971, Fu e Wang furono mandati a frequentare le scuole governative di quadri a Zhanjiang e nel lago Dongting, dove furono costretti a lavorare come braccianti in una remota fattoria. La figlia fu portata via e data ad un'altra famiglia per allevarla durante questo periodo, e a Fu non fu permesso di lasciare la fattoria per farle visita, anche se inviò la maggior parte dei suoi guadagni mensili per mantenere la bambina. Non rividero la loro figlia fino a dopo il loro rilascio dal lavoro agricolo. Nel 1972, Fu e suo marito tornarono a Pechino e lavorarono come tecnici in una fabbrica di apparecchiature di sorveglianza sotto il Ministero della Pubblica Sicurezza. Dal 1978 al 1979, Fu prese lezioni di inglese presso l'Istituto di Lingue Straniere dell'EPL a Nanchino. Aveva notato una diffusa mancanza di libri per bambini cinesi ed era interessata a tradurre libri in inglese per sua figlia.
Fu pubblicò un racconto nel novembre 1979 – il suo primo lavoro pubblicato – e a questo punto iniziò a usare il nome Dai Qing.  Mentre studiava all'Istituto di Lingue Straniere, era stata reclutata dal dipartimento di intelligence dell'esercito cinese. A causa delle sue capacità di scrittura e della conoscenza dell'inglese, le venne assegnato il compito di entrare a far parte dell'Associazione degli scrittori cinesi, stabilire contatti con l'estero e spiare gli scrittori che partecipavano a programmi di scambio internazionale. La sua carriera di spia si rivelò di breve durata: la copertura fu fatta saltare da un collega che consegnò un elenco di personale dell'esercito alla CIA, e Dai lasciò l'esercito nel 1982.
Si unì al Guangming Daily (光明日報) come giornalista.

### Giornalista
Nel 1966, Dai Qing si laureò all'Accademia di Ingegneria Militare di Harbin (哈爾濱軍事工程學院), predecessore dell'Università Nazionale di Tecnologia della Difesa. Proseguì gli studi in Giappone per diventare ingegnere petrolifero ed anche ingegnere missilistico. Quindi lavorò come ingegnere in uno stabilimento top secret specializzato in missili intercontinentali. A quel punto iniziò la sua carriera come scrittrice/giornalista.
Fu notata nel 1969 quando il Guangming Daily pubblicò il suo racconto che descriveva la difficile situazione di un marito e una moglie separati durante la Rivoluzione Culturale. Di conseguenza, nel 1982 è entrata a far parte dell'Associazione degli autori cinesi (中國作者協會). Dopo aver pubblicato il racconto breve "Pan" ("盼"), lei fu pagata come autrice.
Divenne poi reporter per il Guangming Daily (光明日報) (Enlightenment Daily) e rimase come editorialista dal 1982 al 1989. Dai è stata la prima giornalista cinese ad annunciare le opinioni e i punti di vista dei dissidenti, persone come l'astrofisico Fang Lizhi (方勵之). A quel tempo, Dai era ancora una patriota devota. Una volta disse che sarebbe morta se Mao Zedong (毛澤東) avesse avuto bisogno di lei, ma dopo tre anni, cambiò gradualmente la sua posizione. Dai voleva capire la sua comunità e la vita dei cittadini comuni attraverso gli occhi di un giornalista. Sperava di poter contribuire alla comunità.
Dai ha uno stile donchisciottesco di digressioni improvvise nella sua scrittura, che a volte può confondere il lettore. Il suo sarcasmo pungente può sfuggire a coloro che non conoscono intimamente la cultura politica e giornalistica della Cina.

### Contro la diga delle Tre Gole
Nel 1979, quando Dai Qing tornò dalla Francia in Cina, fu inviata a sud per coprire la guerra sino-vietnamita. In quel periodo, decise di rivelare il lato oscuro della diga delle Tre Gole. Dai sperava che la sua scrittura avrebbe incoraggiato i cinesi a parlare apertamente ed evitare di ripetere gli errori del passato. Così, nel 1989 si oppose apertamente al progetto della diga delle Tre Gole (三峽工程) sul fiume Yangtze (長江). Considerava il progetto come "il più distruttivo dal punto di vista ambientale e sociale del mondo". Intorno al 1986, un gruppo di scienziati cinesi, tra cui Zhou Peiyuan (周培源) e Lin Hua (林華), visitarono le Tre Gole per ispezionare la regione per la costruzione di dighe. Si tenne in quel periodo una conferenza nella Sala del Forum Politico del Popolo Cinese sulle Tre Gole che il Ministero dei Media ordinò alla stampa di non riportare. Essendo l'unica giornalista ad aver partecipato alla conferenza, Dai riuscì comunque a conoscere molti particolari del progetto, trovò infatti gli scienziati molto ragionevoli.

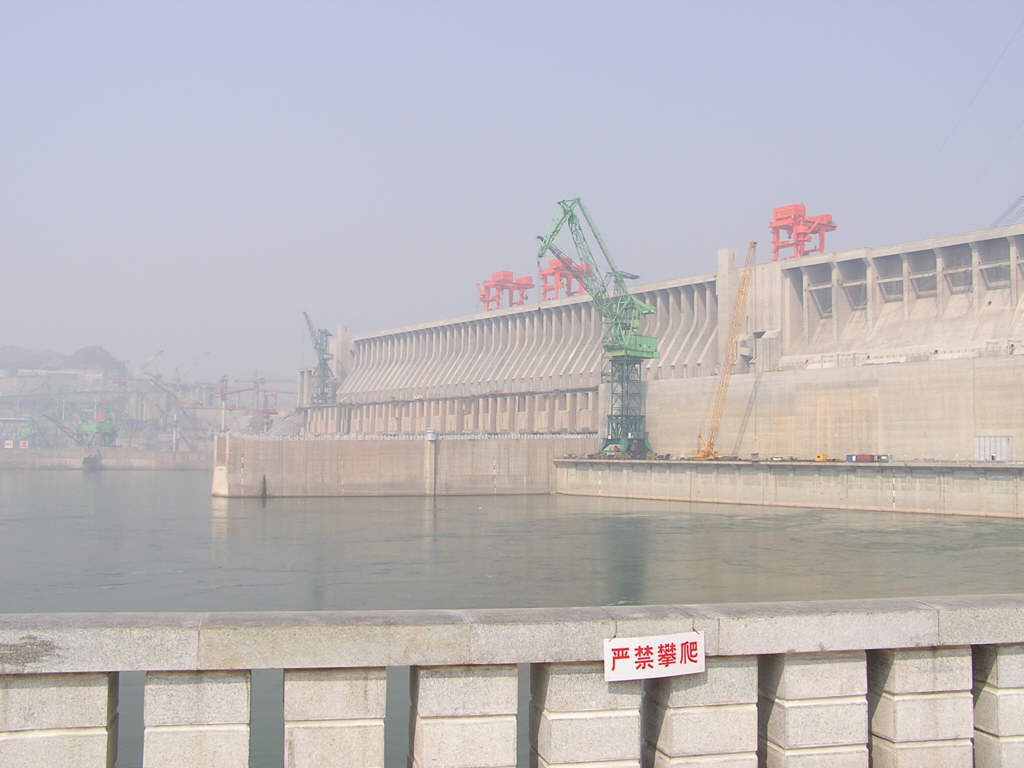
Diga delle Tre Gole

La svolta di Dai arrivò nel 1987, quando si recò a Hong Kong. Vide che ogni giornalista e intellettuale era libero di esprimere le proprie opinioni sul progetto della diga delle Tre Gole sul fiume Yangtze. Rimase molto colpita dal fatto che i media di Hong Kong erano molto più avanti di quelli cinesi. Estremamente ansiosa, Dai sentiva che era sua responsabilità far conoscere alle persone i punti di vista opposti sul progetto della diga. Incontrò uno scrittore di nome Lin Feng il quale le inviò tutti gli articoli dei giornali di Hong Kong relativi a questo problema. Pubblicò quindi il libro Yangtze! Yangtze! (是否该进行长江三峡水坝的工程). 
Sostenne che già all'epoca c'era una grave emigrazione, legale o illegale, dalla Cina verso altri paesi, come il Canada, gli Stati Uniti, l'Europa. Il progetto avrebbe creato un gran numero di rifugiati che avrebbero dovuto trovare un posto dove risiedere. Di conseguenza, il problema dell'emigrazione legale o illegale si sarebbe aggravato. Inoltre, il progetto avrebbe avuto un effetto globale sul clima. Dai sosteneva che c'era un potenziale rischio che sia il fiume Yangtze (長江) che il fiume Giallo (黃河) si prosciugassero, portando le tempeste di sabbia nella Mongolia Interna ad avere una maggiore influenza sulla Corea, sul Giappone e persino sulla costa occidentale degli Stati Uniti.
Scrisse anche altri libri per condividere le sue opinioni, come The River Dragon Has Come! (水龍來了!). Ma Yangtze! Yangtze! venne bandito dopo le proteste di piazza Tiananmen del 1989. A causa di quell'evento, fu denunciata il 4 giugno 1989 e si dimise dal Partito Comunista Cinese il 5 giugno 1989.

### In prigione
Nel 1989 scoppiò il movimento di protesta studentesco. Dai Qing si unì ad altri studiosi chiedendo al governo di ridurre la corruzione e sostenere le riforme democratiche. Quando gli studenti organizzarono grandi proteste che includevano uno sciopero della fame in piazza Tiananmen, Dai Qing tenne un discorso appassionato, incoraggiando gli studenti ad andarsene pacificamente per evitare spargimenti di sangue. Se fossero rimasti, avvertì, avrebbero potuto provocare una violenta repressione. Non fu ascoltata e la repressione arrivò il 4 giugno.
Dopo quel sanguinoso episodio, molti studiosi si nascosero, furono arrestati o fuggirono all'estero. Dai Qing, non sapendo se fuggire o meno, riusciva solo a fare telefonate ogni giorno per confortare i suoi amici e parenti. Secondo uno dei suoi famosi libri, Wo de Ruyu (La mia prigionia; 我的入獄), Dai ricordò che la polizia l'aveva visitata il giorno prima del suo arresto come un modo per avvertirla. Tuttavia, non aveva intenzione di scappare per salvarsi la vita perché amava il suo paese. Disse: "Come cittadina di un paese, non posso lasciarlo. E devo criticarlo per costruirne uno più perfetto e più forte".
Dai Qing fu arrestato nel luglio 1989 e imprigionata con l'accusa di "sostenere la liberalizzazione borghese e istigare disordini civili". Trascorse i successivi dieci mesi nella struttura di massima sicurezza della prigione di Qingcheng. Fu formalmente denunciata dai suoi ex colleghi del Guangming Daily, e nel settembre dello stesso anno furono vietate le vendite dei suoi libri.
Venne rilasciata nel maggio 1990, ma le fu proibito di pubblicare ulteriormente in Cina. Il governo la tenne sotto sorveglianza e limitò la sua capacità di viaggiare. Scrisse comunque un libro sul suo periodo a Qingcheng intitolato My Imprisonment (我的入獄), che riuscì a far pubblicare a Hong Kong e a Taiwan. Quell'anno sua figlia si laureò all'Università di Pechino ma le vennero negate ulteriori opportunità di studio dopo essersi rifiutata di denunciare formalmente sua madre.
In Wo de Ruyu scrisse che dopo la sua prigionia che non sarebbe più stata una giornalista. Dal momento che non era più un membro del Partito Comunista, disse: "Loro (il Partito Comunista) probabilmente mi abbandoneranno, ma non sarò nemmeno felice di lavorare con loro". Scrisse anche: "Quello per cui posso combattere è far sapere agli altri che sono innocente ma ho uno spirito ribelle".

### Ultimi anni
Dai Qing sostiene che la Cina non ha ancora abolito il modo di società collettiva delle epoche precedenti. Pertanto, continua a lottare per i diritti umani, la democrazia e l'ambientalismo.
Nel 2009, Dai Qing e il poeta Bei Ling avrebbero dovuto parlare a un evento della Fiera del Libro di Francoforte sulle questioni contemporanee in Cina. Tuttavia, l'evento è stato ospitato congiuntamente con la Cina (l'ospite d'onore della fiera del libro di quell'anno) ed entrambi gli scrittori sono stati rimossi dalla lista dei relatori dopo che i funzionari cinesi ne hanno chiesto l'esclusione.
A partire dal 2016, Dai Qing vive a Shunyi, Pechino, e continua a scrivere.

## Opere

### Libri
- No: Una raccolta di racconti (不 : 中短篇小說集) 1982
- Spring Story of the Red Rock (紅岩英魂逢春記) (Meng #Yong, Dai Qing, Li Jiajie/孟勇, 戴晴, 李家杰著){China-History-Civil War} 1983
- Spirit (魂){Raccolta di articoli} (1985)
- Red Alert: Report of the Da Xing An Ling Forest Fires (紅色警報: 大興安嶺森林大火直擊報導) {Report} 1987
- Liang Shuming, Zhang Shizhao e Mao Zedong (梁漱溟,章士釗與毛澤東){China-Interllectual Life} 1988
- Serie delle donne nazionali cinesi (中國女性系列) {Report} 1988
- Domande e risposte dei lettori (學者答問錄) {China-Interllectual-Interview} 1988
- Chasing the Devil and God (追逐魔鬼撾住上帝) {Raccolta di articoli} 1988
- Lontano dalle superstizioni moderne (走出現代迷信) (Tao Ling, Zhang Yide, Dai Qing et al./ 陶鎧, 張義德, 戴晴等著) {Filosofia, marxista} 1988
- Donne sessualmente aperte (性開放女子 ) (Dai Qing et al./ 戴晴等著){Chinese Fiction} 1988
- Yangtze! Yangtze! (揚子! 揚子!) {Bacini idrici-Cina-Fiume Yangtze-Aspetti ambientali} 1989. È stato bandito quando pubblicato per la prima volta nel 1989 e il movimento democratico in Cina è diventato attivo. Si tratta di una raccolta di saggi, interviste, dichiarazioni, punti di vista e articoli di scienziati, ambientalisti, giornalisti e intellettuali cinesi che si sono opposti al progetto della diga delle Tre Gole. Il merito è di aver esercitato pressioni sul governo cinese affinché rinviasse l'attuazione del piano e di aver segnalato per la prima volta quale movimento democratico avrebbe potuto interferire con le decisioni statali.
- Chang Jiang, Argomenti riguardanti il progetto della diga delle Tre Gole (長江長江 : 三峽工程論爭) (主編戴晴 ; 副主編剛建, 何小娜, 董郁玉 ){Dams-China-Yangtze River Gorges} 1989
- Se continuare con il progetto della diga delle Tre Gole: Readers' Collection of Arguments (長江三峽工程應否興建 : 學者論爭文集) (主編戴晴 ; 副主編剛建, 何小娜, 董郁玉){Dams-China-Yangtze River Gorges} 1989
- La mancanza di interesse della Cina riguardo al sesso: una raccolta di domande dalla società continentale (中國的性苦悶 : 大陸社會問題紀實){Problemi sociali-Cina} 1989
- Un'offerta al cuore (心祭) {Chinese Fiction} 1989
- Liang Shuming, Wang Shiwei, Chu Anping (梁漱溟, 王實味, 儲安平) {Intellettuali-Cina} 1989
- Lontano dalle superstizioni moderne: argomenti su questioni razionali (Chen Ling, Zhang Yide, Dai Qing et al.) (走出現代迷信: 關於真理標準問題的大辯論 / 陶鎧, 張義德, 戴晴等著) {Filosofia-Marxista} 1989
- La mia prigionia (我的入獄) {Prigionieri politici-Cina-Daires} 1990
- Mo Takuto to Chūgoku chishikijin: Enan seifu kara han uha toso e (毛澤東と中國知識人: 延安整風から反右派鬥爭) 1990
- Mao Zedong, Influenzare il mondo, "Giglio selvatico" (毛澤東, 黨天下, 野百合花) 1991
- Scrittura sentimentale per le donne (Dai Qing et al.) (齋女 : 女性感抒文學 / 戴晴等著) 1993
- Wang Shiwei e i 'gigli selvatici': rettifica ed epurazioni nel Partito Comunista Cinese (1942-1944) (王實味與野百合花) 1994
- Il mio racconto II della prigionia nella città di Qin (在秦城坐牢 : 自己的故事(二)) (1995) In questo libro, Dai ha parlato della sua vita in prigione e di ciò che ha pensato e visto lì. Inoltre, libro includeva ciò che Dai scrisse a suo marito, a sua figlia e alla polizia in quel momento. E ha parlato della sua opinione sull'incidente del 4 giugno e sul problema dell'immigrazione quando è andata negli Stati Uniti per studiare all'Università di Harvard.
- Donne che mantengono i piedi piccoli: problemi delle donne nella Cina contemporanea (纏足女子 : 當代中國女性問題) (Dai Qing, Luo Ke/戴晴, 洛恪著) (1996) In questo libro, Dai e Luo danno un messaggio al pubblico. Vogliono che la società presti attenzione ai problemi delle donne in Cina. Ci sono sette capitoli nel libro che abbracciano argomenti come le donne che persistono nella pratica della fasciatura dei piedi, la bigamia, un moderno sensale e una ragazza che viene violentata all'età di nove anni. In questo libro, Dai mostra a se stessa una visione unica e critica delle attuali questioni di genere.
- Whose River: Can a Developing China be Responsible of the Three Gorges Dam Project (誰的長江 : 發展中的中國能否承擔三峽工程) (Dai Qing, Xue Weijia) (編者戴晴, 薛煒嘉) 1996
- Il drago del fiume è arrivato! (水龍來了!) (1997) Un libro in cui Dai Qing ha dato un severo avvertimento a importanti funzionari governativi, giornalisti, intellettuali e al pubblico in Cina sull'effetto disastroso che il progetto della diga delle Tre Gole potrebbe portare all'ambiente e alla società della Cina. Dai Qing ha anche dato alcuni suggerimenti su come raggiungere lo stesso obiettivo con effetti meno catastrofici.
- Follie di Tiananmen: memorie dal carcere e altri scritti 2003
- Il paese più danneggiato del mondo 2021 ISBN 9780241514597